# Conus clavatulus
Conus clavatulus é uma espécie de gastrópode do gênero Conus, pertencente à família Conidae.